# Obsoletely Fabulous
Obsoletely Fabulous (рус. «Устаревшая легенда») — четырнадцатый эпизод четвёртого сезона мультсериала «Футурама». Североамериканская премьера этого эпизода состоялась 27 июля 2003 года.

## Содержание
На Мэдисон-Куб-Гарден проходит крупнейшая выставка роботов «Роботикон». Там профессора Фарнсворт и Вёрнструм представляют своих робоубийц (киллботов). Там же компания «Mom’s Friendly Robot Company» демонстрирует Робота 1-Х — домашнего слугу с неограниченными возможностями. Фарнсворт покупает одного из них, чем приводит Бендера в депрессию: тот понимает, что новый 1-Х во много раз лучше и функциональней его. В отчаянии тот решается на процедуру апгрейда, но в последнюю секунду он сбегает, испугавшись коренных перемен в себе. Не зная, как теперь показаться необновлённым перед друзьями, Бендер строит лодку и уплывает в открытое море.
Шторм выносит его на тропический остров. Бендер не может ни построить себе убежище, ни добыть пищи, и очень скоро у него садится аккумулятор. Его спасают аборигены — такие же роботы, но использующие альтернативные (несовременные) источники питания. Очень скоро Бендер проникается их жизнью, принимает их стиль существования и даже делает себе даунгрейд — заменяет металлические части своей конструкции на аналогичные деревянные. Он призывает всех на борьбу с современными технологиями.
На деревянной подводной лодке с вёсельным ходом Бендер (как капитан судна и руководитель восстания) и жители острова прибывают в акваторию Нового Нью-Йорка. Они совершают ряд «анти-технологичных диверсионно-террористических действий», а затем Бендер намечает последнюю цель — офис «Межпланетного Экспресса», где остался его заклятый враг Робот 1-Х. После нескольких выстрелов в офис из примитивной катапульты весь экипаж Экспресса оказывается зажатым под своим космическим кораблём, к тому же их окружает горящее топливо. Бендер бросается на выручку своим друзьям, но его новое тело подводит его — оно оказывается подточено термитами. Единственный выход — просить о помощи ненавистного 1-Х, и Бендер делает это.
Внезапно Бендер осознаёт, что любит Робота 1-Х, и обнаруживает себя апгрейдённым. Оказывается, ниоткуда он не сбегал, просто это была галлюцинация, вызванная изменением его программного обеспечения.

## Персонажи
Список новых или периодически появляющихся персонажей сериала:
- Огден Вёрнструм
- Мамочка
- Уолт, Ларри и Игнар
- Роберто
- Робот-Толстяк
- Дебют: Наннибот 1.0
- Дебют: Робот 1-X
- Дебют: Синклер 2К
- Дебют: Лиза

## Изобретения будущего
- Детектор души.